# Landesärztekammer Rheinland-Pfalz
Die Landesärztekammer Rheinland-Pfalz ist die Ärztekammer für das Bundesland Rheinland-Pfalz. Sie ist eine Körperschaft des öffentlichen Rechts mit Sitz am Deutschhausplatz in Mainz.

## Organisation
Die Landesärztekammer Rheinland-Pfalz besteht aus zwei Organen:
- Vertreterversammlung (80 Mitglieder)
- Vorstand (Präsident, 2 Vizepräsidenten, 12 Beisitzer)

Nach § 5 des Heilberufsgesetzes und § 24 der Hauptsatzung bestehen folgende Bezirksärztekammern, denen die Landesärztekammer insbesondere die Durchführung der Alters-, Invaliden- und Hinterbliebenenversorgung der Kammermitglieder übertragen hat:
- Koblenz
- Pfalz
- Rheinhessen
- Trier

## Aufgaben
Die Aufgaben ergeben sich aus § 3 Abs. 2 des Heilberufsgesetzes des Landes Rheinland-Pfalz: Zu ihnen zählen insbesondere:
- Eintreten für die Wahrung des Berufsstandes
- Hinwirken auf ein kollegiales Verhältnis der Berufsangehörigen
- Regelung der Berufsausübung
- Überwachung der Einhaltung der Berufspflichten
- Beratung öffentlicher Stellen bei der Normsetzung
- Aufsichtsbehörden über den Berufsstand zu informieren
- Regelung und Förderung der Fort- und Weiterbildung
- Aufstellung eines Weiterbildungsregister
- Überprüfung der Sprachkompetenz
- Wahrnehmung der Belange der Qualitätssicherung
- Ausgabe des elektronischen Heilberufsausweises
- Ausgabe des europäischen Berufsausweises
- Regelung der Alters-, Invaliden- und Hinterbliebenenversorgung
- Teilnahme an der Aus- und Fortbildung für sonstige im Gesundheitswesen Tätige
- Heraus-/Mitherausgabe von Mitteilungsblättern

## Geschichte
Die Landesärztekammer Rheinland-Pfalz, auch Ärztekammer Rheinland-Pfalz genannt, war Gastgeber des 112. Deutsches Ärztetages 2009 in der Mainzer Rheingoldhalle.
Der 123. Deutsche Ärztetag sollte vom 19. bis 22. Mai 2020 in Mainz stattfinden, wurde jedoch aufgrund der Corona-Pandemie abgesagt.